# Peter Christian Feigel
Peter Christian Feigel (* 1966 in Lippstadt) ist ein deutscher Dirigent, Arrangeur und musikalischer Leiter mit Schwerpunkt Musical und genreübergreifende Crossoverproduktionen.

## Leben und Wirken
Feigel war 1983 Preisträger beim Landeswettbewerb Jugend jazzt. Nach dem Abitur studierte er an der Hochschule für Musik Detmold das künstlerische Hauptfach Dirigieren, Schulmusik und Kirchenmusik sowie Evangelische Theologie und Philosophie an der Universität Bielefeld. Zu seinen prägendsten Lehrern gehörten Karl-Heinz Bloemeke (Orchesterleitung), Gerhard Weinberger (Orgel), Wolfgang Watzinger (Klavier) sowie Alexander Wagner und Georg Christoph Biller (Chorleitung). Seine kirchenmusikalische Ausbildung schloss er mit dem A-Examen, das Kapellmeisterstudium mit der Künstlerischen Reifeprüfung Dirigieren ab.
Nach Engagements am Staatstheater Cottbus und am Berliner Friedrichstadt-Palast – dort als stellvertretender Chefdirigent und künstlerischer Leiter des Jungen Ensembles – ist Feigel seit 2010 Erster Kapellmeister und Supervisor Musical an der Staatsoperette Dresden. Hier leitete er unter anderem die deutschen Erstaufführungen von Stephen Sondheims Passion und Marc Shaimans Catch Me If You Can. die ebenso wie Leonard Bernsteins Wonderful Town und Kurt Weills One Touch of Venus unter seiner Leitung als erste deutschsprachige Gesamtaufnahmen auf CD erschienen sind. Mit den Musicaluraufführungen Zzaun! von Alexander Kuchinka und Der Mann mit dem Lachen von Frank Nimsgern war er 2018 und 2019 für den Deutschen Musical Theaterpreis in der Kategorie „Bestes musikalisches Arrangement“ nominiert.
Feigel ist ständiger Gastdirigent an der Komischen Oper Berlin. Regelmäßig arbeitet er auch mit dem Deutschen Filmorchester Babelsberg und dem Brandenburgischen Staatsorchester Frankfurt zusammen. Weitere Engagements führten ihn unter anderem an die Deutsche Oper am Rhein, ans Opernhaus Halle, zum Deutschen Symphonie Orchester Berlin, zur Staatsphilharmonie Rheinland-Pfalz, zur Staatsphilharmonie Transsylvanien in Klausenburg (Rumänien) und zum Nationalorchester des Rumänischen Rundfunks in Bukarest. Zudem war er Juryvorsitzender beim Bundeswettbewerb Gesang für Musical/Chanson.
Bei Ben Beckers Produktion Die Bibel – eine gesprochene Symphonie übernahm er die musikalische Leitung. Den Kinofilm Vier Minuten betreute er musikalisch als Interpret und künstlerischer Berater.
Feigel war Lehrbeauftragter an der Hochschule für Musik Carl Maria von Weber Dresden sowie an der Dresden International University. Er gibt regelmäßig Meisterkurse bei der Orfeo Vocal Art Academy und der Musikakademie Rheinsberg für den Verband der Musik- und Kunstschulen Brandenburg.

## Privates
Feigel ist verheiratet, hat eine Tochter und lebt in Berlin, Kleinmachnow und Dresden.

## Mitgliedschaften
- seit 2014: Mitglied der Deutschen Musical-Akademie[15]
- seit 2019: Mitglied im Fachausschuss des Bundeswettbewerb Gesang Berlin für Musical/Chanson[1]